# Đảng lãnh đạo tất cả

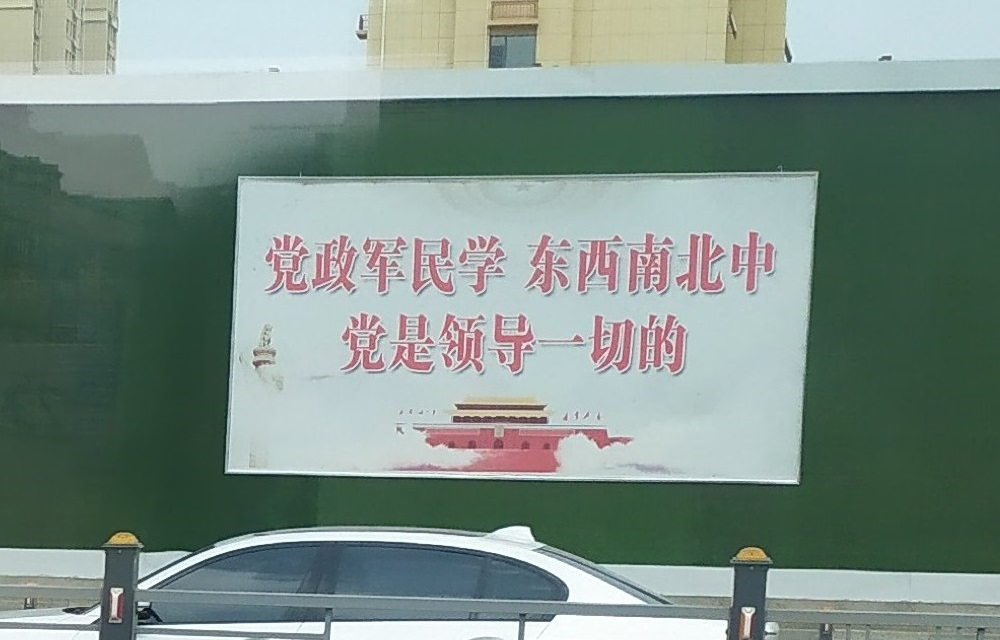
Bảng hiệu đặt đầu đường ở thành phố Yên Đài, tỉnh Sơn Đông, nội dung trên đó là "mọi việc đảng, nhà nước, quân đội, nhân dân, học - hiểu và mọi thứ đông tây nam bắc trung, đảng lãnh đạo tất cả".

"Đảng lãnh đạo tất cả" (chữ Hán giản thể: 党领导一切, đảng lãnh đạo nhất thiết) là sự suy luận phán đoán về địa vị của đảng Cộng sản Trung Quốc do Uỷ ban Trung ương đảng Cộng sản Trung Quốc nêu ra, thấy sớm nhất vào thời kì chiến tranh chống Nhật. Sau khi nước Cộng hoà Nhân dân Trung Hoa thành lập, cái gọi là "Đảng lãnh đạo tất cả" chính là thể chế đảng - nhà nước về phương diện quản lí nhà nước và nắm giữ chính quyền thường ngày.

Vào ngày 30 tháng 1 năm 1962, chủ tịch Uỷ ban Trung ương đảng Cộng sản Trung Quốc Mao Trạch Đông trong Hội nghị công tác trung ương mở rộng chỉ ra rằng:
Công, nông, thương, học, binh, chính, đảng bảy phương diện này, đảng lãnh đạo tất cả. Đảng phải lãnh đạo công nghiệp, nông nghiệp, thương nghiệp, văn hoá - giáo dục, quân đội và chính phủ. Nói đi nói lại, đảng ta rất giỏi. Thành phần đảng viên của ta, chủ yếu là công nhân và nông dân nghèo khổ. Tuyệt đại đa số cán bộ của ta đều giỏi, họ đều đang làm việc nhọc nhằn. Nhưng mà, cũng cần nhìn ra, bên trong đảng ta còn tồn tại một số vấn đề, xin đừng tưởng tượng bất cứ tình hình gì của đảng ta cũng tốt. Ta hiện có hơn 17 triệu đảng viên, trong này có gần 80% người vào đảng sau khi dựng nước, vào đảng từ niên đại 50. Người vào đảng trước khi dựng nước chỉ chiếm 20%. Trong số 20% người này, vào đảng trước năm 1930, vào đảng từ niên đại 20. Theo tính toán mấy năm trước, có hơn 800 người, đã chết một số trong hai năm qua, có lẽ chỉ có hơn 700 người. Bất luận trong số đảng viên cũ và đảng viên mới, đặc biệt là bên trong đảng viên mới, đều có người có những phẩm chất không trong sạch và tác phong không ngay thẳng. Họ là người cá nhân chủ nghĩa, người quan liêu chủ nghĩa, người chủ quan chủ nghĩa, thậm chí là phần tử đã biến chất. Ngoài ra còn có một số người đeo bảng hiệu của đảng viên cộng sản, nhưng hoàn toàn không đại biểu giai cấp công nhân, mà là đại biểu giai cấp tư sản. Nội bộ đảng hoàn toàn pha tạp, điểm này cần phải nhìn ra, nếu không, chúng ta phải chịu thiệt thòi.
Vào tháng 12 năm 1973, Mao Trạch Đông nói trong kì họp Bộ Chính trị Trung ương Đảng Cộng sản Trung Quốc do ông chủ trì triệu tập và mở họp rằng: "Bộ Chính trị quản lí mọi việc: đảng, nhà nước, quân đội, nhân dân, học - hiểu và mọi thứ đông tây nam bắc trung".
Vào năm 1978 sau khi kết thúc Đại Cách mạng Văn hoá, Đặng Tiểu Bình từng đề xuất giải quyết vấn đề hợp nhất đảng - nhà nước và thực hành chia tách đảng - nhà nước. Ông chỉ ra trong báo cáo của Hội nghị toàn thể lần thứ ba Uỷ ban Trung ương đảng Cộng sản Trung Quốc khoá XI rằng, trước đây "tăng cường sự lãnh đạo của đảng, đã đổi thành đảng phụ trách làm hết mọi việc, can thiệp tất cả; thực hành nhất nguyên hoá lãnh đạo, đã đổi thành đảng và nhà nước không thể tách rời, lấy đảng đại biểu chính phủ; kiên trì sự lãnh đạo thống nhất của trung ương, đã đổi thành "tất cả thống nhất cách xử lí vấn đề". Về vấn đề này, cần phải tiến hành cải cách, thực hành chia tách đảng - nhà nước. Đối với chủ trương của Đặng Tiểu Bình, gọi nó là tách gộp đảng và nhà nước.
Bắt đầu năm 2015, đảng đoàn của năm cơ quan lớn như Uỷ ban Thường vụ Đại hội đại biểu nhân dân toàn quốc, Quốc vụ viện, Uỷ ban Toàn quốc Hội nghị Hiệp thương Chính trị Nhân dân, Toà án Nhân dân Tối cao và Viện Kiểm sát Nhân dân Tối cao bắt đầu tập hợp tài liệu, báo cáo công tác lên Uỷ ban Thường vụ Bộ Chính trị Trung ương Đảng Cộng sản Trung Quốc vào đầu năm của mỗi năm. Sau đó, các địa phương dần dần bắt chước. Ngày 7 tháng 1 năm 2016, kì họp Ban Thường vụ Bộ Chính trị Đảng Cộng sản Trung Quốc khoá XVIII do tổng bí thư đảng Cộng sản Trung Quốc Tập Cận Bình chủ trì lại lần nữa đem nó coi là một hạng mục nguyên tắc chính trị. Ngày 24 tháng 10 năm 2017, Đại hội đại biểu toàn quốc đảng Cộng sản Trung Quốc lần thứ XIX thông qua nghị quyết liên quan đến "Điều lệ Đảng Cộng sản Trung Quốc (bản sửa đổi)", nguyên tắc chính trị đó viết vào điều lệ.
Điều 1, chương 1 của hiến pháp nước Cộng hòa Nhân dân Trung Hoa sau khi sửa đổi vào năm 2018 thêm vào "Đảng Cộng sản Trung Quốc lãnh đạo là đặc trưng bản chất nhất của chủ nghĩa xã hội đặc sắc Trung Quốc".